# لا ميز
لا ميز (بالفرنسية: La Meyze)‏ هي بلدية في مقاطعة فيين العليا في منطقة أقطانية الجديدة غرب وسط فرنسا.